# 努米迪奥·夸德拉托站
努米迪奧·夸德拉托站（義大利語：Numidio Quadrato）是羅馬地鐵A線的一個車站，得名于以羅馬元老院成员马库斯·乌米迪乌斯·夸德拉图斯·安尼亚努斯（意大利语名“马尔科·努米迪奥·夸德拉托·安尼亚诺”）命名的努米迪奥·夸德拉托街（via Numidio Quadrato）。努米迪奧·夸德拉托站以其眾多的馬賽克裝飾而聞名。本站的月台比大多數A線車站的月台都大。